# Kadina
Kadina är en ort i Australien. Den ligger i kommunen Copper Coast och delstaten South Australia, omkring 130 kilometer nordväst om delstatshuvudstaden Adelaide. Antalet invånare är 2 213.
Runt Kadina är det glesbefolkat, med 10 invånare per kvadratkilometer.. Närmaste större samhälle är Wallaroo, nära Kadina. 
Trakten runt Kadina består till största delen av jordbruksmark. Genomsnittlig årsnederbörd är 502 millimeter. Den regnigaste månaden är juni, med i genomsnitt 90 mm nederbörd, och den torraste är december, med 12 mm nederbörd.